# Stefaniola tubifera
Stefaniola tubifera är en tvåvingeart som beskrevs av Boris Mamaev 1975. Stefaniola tubifera ingår i släktet Stefaniola och familjen gallmyggor.
Artens utbredningsområde är Turkmenistan. Inga underarter finns listade i Catalogue of Life.